# Алштет (Саксонија-Анхалт)
Алштет (њем. Allstedt) град је у њемачкој савезној држави Саксонија-Анхалт. Једно је од 22 општинска средишта округа Мансфелд-Сидхарц. Према процјени из 2010. у граду је живјело 8.407 становника. Посједује регионалну шифру (AGS) 15087015.

## Географија
Алштет се налази у савезној држави Саксонија-Анхалт у округу Мансфелд-Сидхарц. Град се налази на надморској висини од 140 метара. Површина општине износи 137,1 km².

## Становништво
У самом граду је, према процјени из 2010. године, живјело 8.407 становника. Просјечна густина становништва износи 61 становника/km².

## Међународна сарадња
| Мјесто | Држава    | Врста сарадње | Од    |
| ------ | --------- | ------------- | ----- |
|        | Словачка  | пријатељство  | 2000. |
|        | Француска | партнерство   | 2000. |
| Извор  |           |               |       |